# Monticola saxatilis
Il codirossone (Monticola saxatilis (Linnaeus, 1766)) è un uccello passeriforme della famiglia Muscicapidae.

## Descrizione
Le dimensioni medie rientrano tra i 55 grammi di peso, e i 19 cm di lunghezza; dimorfismo sessuale ben evidente, specie nei mesi della riproduzione, il maschio ha la testa turchese, petto e coda arancio scuro, ali scure (quasi nere) e groppone bianco; la femmina invece è marrone, maculata in petto, con la coda castano arancio. Il maschio d'inverno perde il turchese ed è simile alla femmina, tranne che per un petto rossiccio.

## Biologia

### Alimentazione
Nei mesi caldi il codirossone si nutre di insetti che si procura sia sul terreno, oppure direttamente in volo, nei mesi autunnali, la sua dieta si arricchisce con frutta e altri alimenti vegetali.

### Riproduzione

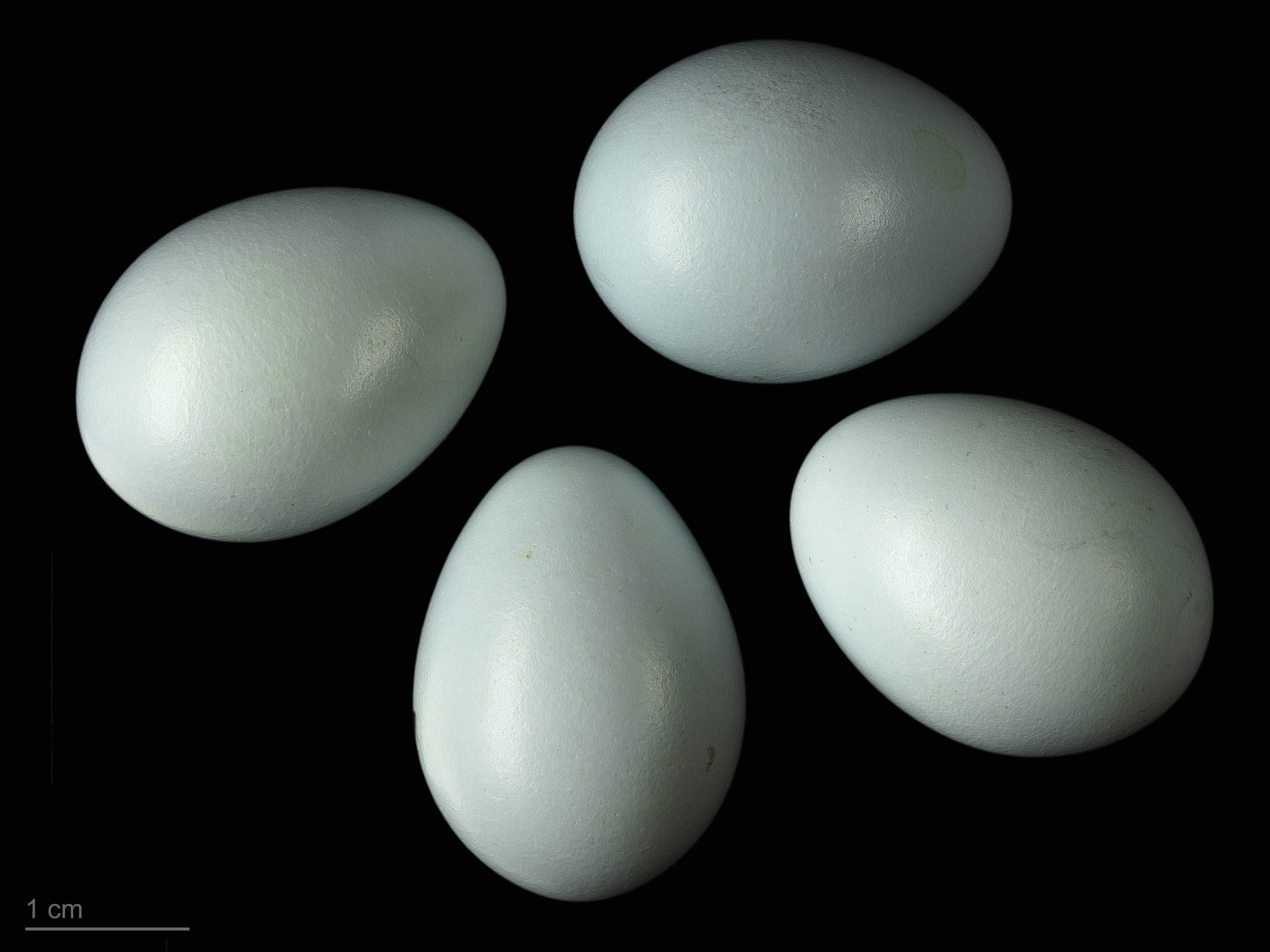
uòu de Monticola saxatilis - Musèu d'Istòria Naturala de Tolosa

Nidifica in primavera inoltrata, nei mesi di maggio e giugno, costruisce il nido in spaccature delle rocce, o in buchi che trova in vecchi ruderi di campagna. Depone 4 o 5 uova, che dopo due settimane di incubazione si schiudono, sia la cova, che lo svezzamento è portato avanti dalla coppia insieme.

## Distribuzione e habitat
È un visitatore estivo in Europa, si può incontrare in tutta Italia nel periodo della riproduzione, gradisce le zone di montagna al di sopra dei 1300 metri s.l.m, con pareti nude ed assolate, e le aree con vegetazione sparsa. Sverna in Africa a sud del Sahara.

## Galleria d'immagini

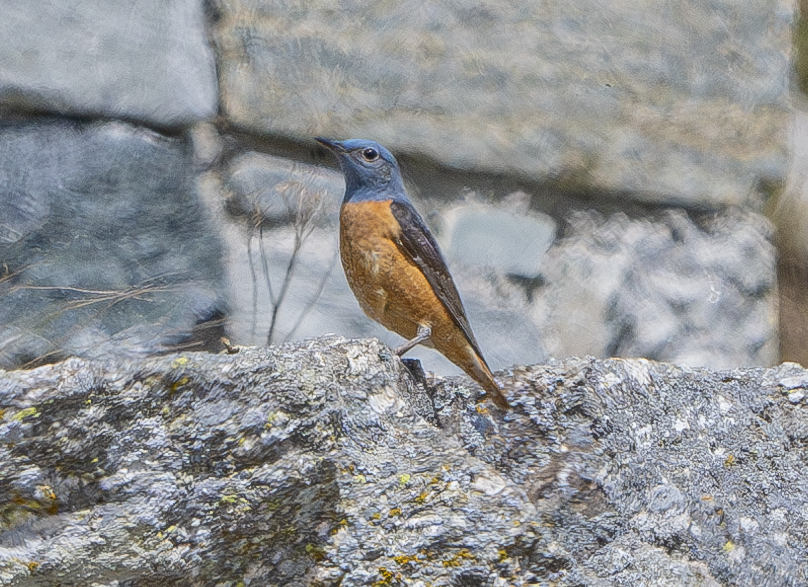
Monticola saxatilis (maschio)-Passo dello Spluga (SO)
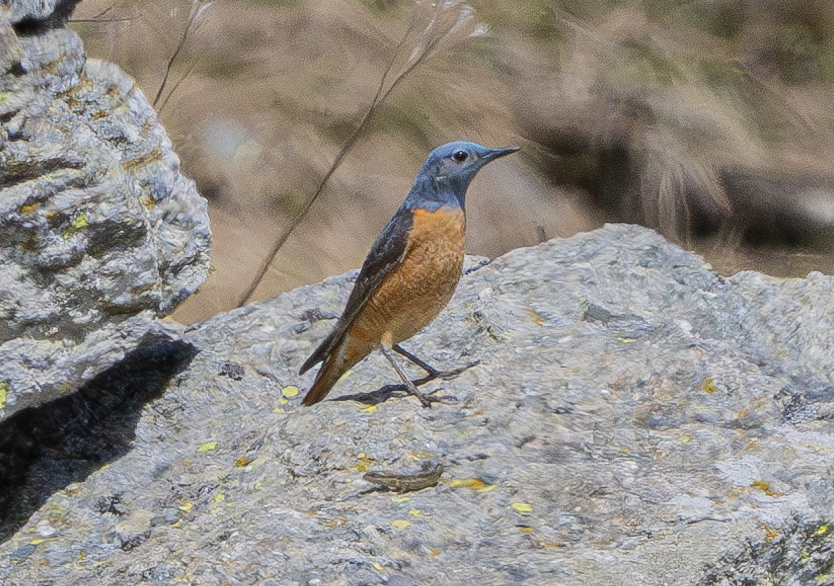
Monticola saxatilis (maschio)-Passo dello Spluga
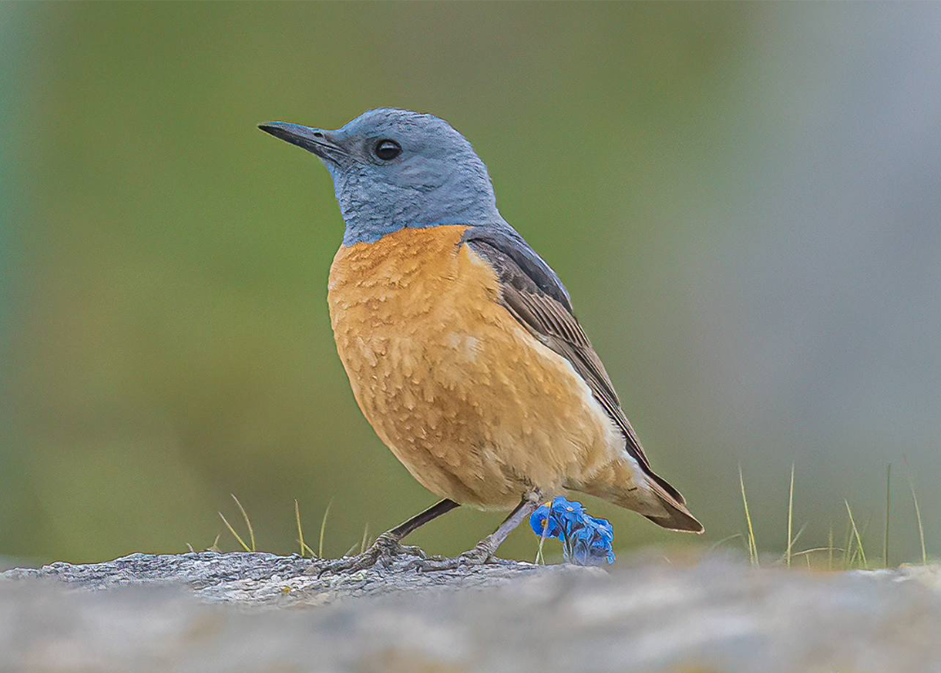
Codirossone (Monticola saxatilis)-Lombardia, prov. di Sondrio.